# 皱纹蛤
紫簾蛤（學名：Periglypta puerpera），又名圓球簾蛤或皺紋蛤，為簾蛤目簾蛤科皱纹蛤属之下的一個可食用的雙殼綱軟體動物物種，是皱纹蛤属的模式種。

## 形態描述
本物種的貝殼略呈圓球形，後殼的殼緣呈紫紅色，這兩個特徵都成為了本物種的中文名稱的命名基礎。

## 分佈
本物種廣泛分佈於印度太平洋區：除見於馬達加斯加及坦桑尼亞以外，在西太平洋也見於南中國海的中国大陆、台灣西南沿海、菲律賓海域及印度尼西亚。本物種在1990年代時曾見於東沙海域，但由於來自中國大陸的漁民過度撈捕及對當地珊瑚礁的破壞，現時本物種在東沙已不再復見。

## 棲息地
本物種棲息於淺海的沙底及在潮间带至潮下带。

## 寄生蟲
本物種已知是Lichomolgus hoi Stock, 1995的中間宿主。